# Янтарное (Крым)
Янта́рное (до 1945 года Ташлы́-Даи́р, до 1960-х Малая Балка; укр. Янтарне, крымскотат. Taşlı Dayır, Ташлы Дайыр) — село в Красногвардейском районе Республики Крым, центр Янтарненского сельского поселения (согласно административно-территориальному делению Украины — Янтарненского сельского совета Автономной Республики Крым).

## Население
| 2001 | 2014  |
| ---- | ----- |
| 2616 | ↘2368 |

Всеукраинская перепись 2001 года показала следующее распределение по носителям языка
| Язык             | Процент |
| ---------------- | ------- |
| русский          | 78.1    |
| украинский       | 14.11   |
| крымскотатарский | 6.57    |
| другие           | 0.58    |

### Динамика численности
| - 1805 год — 253 чел. - 1864 год — 40 чел. - 1889 год — 178 чел. - 1892 год — 122 чел. - 1902 год — 362 чел. - 1915 год — 74/307 чел. - 1926 год — 378 чел. | - 1974 год — 1221 чел. - 1989 год — 2855 чел. - 2001 год — 2616 чел. - 2009 год — 2542 чел. - 2014 год — 2368 чел. |

## Современное состояние
На 2017 год в Янтарном числится 28 улиц; на 2009 год, по данным сельсовета, село занимало площадь 173 гектара на которой, в более чем 1 тысячи дворов, проживало 2542 человека. В селе действуют средняя общеобразовательная школа, дом культуры, библиотека, амбулатория общей практики — семейной медицины, храм святителя Феодосия Черниговского, функционирует предприятие по добыче известкового пильного камня ЗАО «Севастопольский мост». Село связано автобусным сообщением с райцентром и соседними населёнными пунктами.

## География
Село расположено примерно в 9 километрах (по шоссе) к югу от районного центра пгт Красногвардейское, в 60 км от г. Симферополя, примерно в 5,3 километрах от ж/д станции Краснопартизанская, высота центра села над уровнем моря 52 м. На территории села есть 2 скважины термальных вод с температурой воды на выходе +87 С. Транспортное сообщение осуществляется по региональной автодороге 35Н-254 от шоссе 35Н-171 Джанкой — Гвардейское (по украинской классификации — С-0-10644).

## История
Первое документальное упоминание села встречается в Камеральном Описании Крыма… 1784 года, судя по которому, в последний период Крымского ханства Ташлы-Даир входил в Даирский кадылык Акмечетского каймаканства.
После присоединения Крыма к России (8) 19 апреля 1783 года, (8) 19 февраля 1784 года, именным указом Екатерины II сенату, на территории бывшего Крымского Ханства была образована Таврическая область и деревня была приписана к Перекопскому уезду. После Павловских реформ, с 1796 по 1802 год, входила в Акмечетский уезд Новороссийской губернии. По новому административному делению, после создания 8 (20) октября 1802 года Таврической губернии, Ташлы-Даир был включён в состав Кокчора-Киятской волости Перекопского уезда.
В Ведомости о всех селениях в Перекопском уезде состоящих с показанием в которой волости сколько числом дворов и душ… от 21 октября 1805 года, Ташлы-Даир записан, как Даир, в котором числилось 29 дворов, 250 крымских татар и 3 ясыров. На военно-топографической карте генерал-майора Мухина 1817 года обозначена деревня Ташлы-Даир с 40 дворами. После реформы волостного деления 1829 года деревню, согласно «Ведомости о казённых волостях Таврической губернии 1829 года», остался в составе Кокчоракиятской волости. На карте 1836 года в деревне 30 дворов, как и на карте 1842 года.
В 1860-х годах, после земской реформы Александра II, деревню включили в состав Айбарской волости. В «Списке населённых мест Таврической губернии по сведениям 1864 года», составленном по результатам VIII ревизии 1864 года, Ташлы-Даир — владельческая деревня во владении мусульманского духовного правления, с 11 дворами, 40 жителями и мечетью при безъименной балке. По обследованиям профессора А. Н. Козловского начала 1860-х годов, вода в колодцах деревни была пресная, а их глубина составляла 10—15 саженей (21—32 м). На трехверстовой карте Шуберта 1865—1876 года в деревне обозначено 5 дворов. В «Памятной книге Таврической губернии 1889 года» по результатам Х ревизии 1887 года записан Ташлы-Даир Григорьевской волости, с 31 дворами и 178 жителями.
После земской реформы 1890 года, Ташлы-Даир отнесли к Бютеньской волости. Согласно «…Памятной книжке Таврической губернии на 1892 год», в деревне Ташлы-Даир, находившейся в частном владении, было 122 жителя в 26 домохозяйствах. По «…Памятной книжке Таврической губернии на 1902 год» в деревне Ташлы-Даир числилось 362 жителя в 73 домохозяйствах. По Статистическому справочнику Таврической губернии. Ч.II-я. Статистический очерк, выпуск пятый Перекопский уезд, 1915 год, в деревне Ташлы-Даир Бютеньской волости Перекопского уезда числилось 73 двора (4 двора с землёй, 69 — безземельные) с татарским населением в количестве 74 человек приписных жителей и 307 — «посторонних», из которых 210 мужчин и 171 женщина. Жители владели 307 десятинами удобной земли. В хозяйствах имелось 283 лошади, 41 вол, 87 коров и 980 голов мелкого скота.
После установления в Крыму Советской власти и учреждения 18 октября 1921 года Крымской АССР, в составе Симферопольского уезда был образован Биюк-Онларский район, в состав которого включили село. В 1922 году уезды получили название округов. 11 октября 1923 года, согласно постановлению ВЦИК, в административное деление Крымской АССР были внесены изменения, в результате которых был ликвидирован Биюк-Онларский район и село включили в состав Симферопольского. Согласно Списку населённых пунктов Крымской АССР по Всесоюзной переписи 17 декабря 1926 года, в посёлке Ташлы-Даир, центре Ташлы-Даирского сельсовета Симферопольского района, числился 101 двор, из них 94 крестьянских, население составляло 378 человек, из них 355 татар, 14 русских, 7 украинцев, 2 записаны в графе «прочие», действовала татарская школа. Постановлением ВЦИК «О реорганизации сети районов Крымской АССР» от 30 октября 1930 года, был вновь создан Биюк-Онларский район, на этот раз — как немецкий национальный (лишённый статуса национального постановлением Оргбюро ЦК КПСС от 20 февраля 1939 года) в который включили село. Постановлением Президиума КрымЦИКа «Об образовании новой административной территориальной сети Крымской АССР» от 26 января 1935 года был создан немецкий национальный Тельманский район (с 14 декабря 1944 года — Красногвардейский) и село, вместе с сельсоветом, включили в его состав.
В 1944 году, после освобождения Крыма от немецких фашистов, согласно постановлению ГКО № 5859 от 11 мая 1944 года, 18 мая крымские татары были депортированы в Среднюю Азию. 12 августа 1944 года было принято постановление № ГОКО-6372с «О переселении колхозников в районы Крыма» по которому в район из областей Украины и России переселялись семьи колхозников, а в начале 1950-х годов последовала вторая волна переселенцев из различных областей Украины. Указом Президиума Верховного Совета РСФСР от 21 августа 1945 года Ташлы-Даир был переименован в Малая Балка и Ташлы-Даирский сельсовет — в Малобалкинский. 26 апреля 1954 года Крымская область была передана из состава РСФСР в состав УССР. Время включения в Удачненский сельсовет пока не установлено: на 15 июня 1960 года Малая Балка уже числилась в его составе. К 1968 году Малую Балку переименовали в Янтарное, тогда же был образован сельсовет (согласно справочнику «Крымская область. Административно-территориальное деление на 1 января 1968 года» — в период с 1954 по 1968 год). По данным переписи 1989 года в селе проживало 2855 человек. С 21 марта 2014 года в составе Крыма аннексировано Россией.

## Общество
В селе действуют Муниципальное бюджетное общеобразовательное учреждение «Янтарненская школа имени В. В. Кубракова» Красногвардейского района Республики Крым на 1174 учащихся, детский сад, дом культуры на 600 мест с библиотекой, сельская врачебная амбулатория семейной медицины, реабилитационный центр «Янтарёк» для ветеранов войны и труда, церковь им. Феодосия Черниговского.
На территории села расположен агроцех № 55 ОАО «ММК им. Ильича» — уникальный комплекс по выращиванию луковиц тюльпанов и саженцев плодовых деревьев (производство зерновых, подсолнечника, садоводство, виноградарство, животноводство).
На территории села работают отделение связи «Укртелеком», филиал Сбербанка, 10 магазинов смешанной торговли, 4 бара.

## Крымская Голландия
Со времён СССР в селе занимаются выращиванием тюльпанов. Во времена СССР цветная полоса простиралась на 12 километров, и одновременно там распускались 45—48 миллионов бутонов. Тогда же специально к полям протянули ветку Северо-Крымского канала.
История «крымской Голландии» началась в 1978 году, когда село Янтарное в Красногвардейском районе определили как место главного питомника СССР. Уже в 1982-м там расцвела самая большая клумба тюльпанов в мире — на поле площадью 120 га сразу 48 млн цветов. Крымские цветоводы тогда обогнали голландцев по коэффициенту цветения в 1,5 раза: из 100 посаженных луковиц у них поднималось 65 цветов, а у крымчан — 95.

## Подвиг лётчика Кубракова
11 мая 1979 года командир экипажа самолёта-бомбардировщика Ту-22М2 капитан Виктор Кубраков, погиб, уводя горящий самолёт за пределы села Янтарного. За проявленное мужество капитан Кубраков посмертно награждён орденом Красного Знамени. В селе установлен памятник на месте его захоронения. Пионерской дружине Янтарненской школы и одной из сельских улиц присвоили имя Виктора Кубракова, а в самой школе создали музей.